# Сёряку
Сёряку или Сёрэку (яп. 正暦 сё:ряку, сё:рэку, верный календарь) — девиз правления (нэнго) японского императора Итидзё с 990 по 995 год .

## Продолжительность
Начало и конец эры:
- 7-й день 11-й луны 2-го года Эйсо (по юлианскому календарю — 26 ноября 990 года);
- 22-й день 2-й луны 6-го года Сёряку (по юлианскому календарю — 25 марта 995 года).

## Происхождение
Название нэнго было заимствовано из 26-го цзюаня классического древнекитайского сочинения Ши цзи:「新垣平以望気見、頗言正暦服色事」.

## События
- 990 год (1-й год Сёряку) — назначение Фудзивары-но Мититаки регентом сэссё и советником кампаку;
- 1 марта 991 года (12-й день 2-й луны 2-го года Сёряку) — скончался дайдзё тэнно Энъю в возрасте 33 лет[6];
- 992 год (3-й год Сёряку) — по указу императора Кудзё Канэтоси построил новый храмовый комплекс Сёряку-дзи[7];
- 993 год (8-я луна 4-го года Сёряку) — эпидемия оспы
- 995 год (5-й год Сёряку) — от удара молнии в храме Конгобу-дзи разгорелся пожар.

## Сравнительная таблица
Ниже представлена таблица соответствия японского традиционного и европейского летосчисления. В скобках к номеру года японской эры указано название соответствующего года из 60-летнего цикла китайской системы гань-чжи. Японские месяцы традиционно названы лунами.
| 1-й год Сёряку (Металлический Тигр)   | 1-я луна*      | 2-я луна*  | 3-я луна               | 4-я луна* | 5-я луна* | 6-я луна  | 7-я луна*  | 8-я луна   | 9-я луна    | 10-я луна* | 11-я луна               | 12-я луна    |               |
| ------------------------------------- | -------------- | ---------- | ---------------------- | --------- | --------- | --------- | ---------- | ---------- | ----------- | ---------- | ----------------------- | ------------ | ------------- |
| Юлианский календарь                   | 30 января 990  | 28 февраля | 29 марта               | 28 апреля | 27 мая    | 25 июня   | 25 июля    | 23 августа | 22 сентября | 22 октября | 20 ноября               | 20 декабря   |               |
| 2-й год Сёряку (Металлический Кролик) | 1-я луна       | 2-я луна*  | 2-я луна* (високосная) | 3-я луна  | 4-я луна* | 5-я луна* | 6-я луна   | 7-я луна*  | 8-я луна    | 9-я луна*  | 10-я луна               | 11-я луна    | 12-я луна     |
| Юлианский календарь                   | 19 января 991  | 18 февраля | 19 марта               | 17 апреля | 17 мая    | 15 июня   | 14 июля    | 13 августа | 11 сентября | 11 октября | 9 ноября                | 9 декабря    | 8 января 992  |
| 3-й год Сёряку (Водяной Дракон)       | 1-я луна*      | 2-я луна   | 3-я луна*              | 4-я луна  | 5-я луна* | 6-я луна* | 7-я луна   | 8-я луна*  | 9-я луна    | 10-я луна* | 11-я луна               | 12-я луна    |               |
| Юлианский календарь                   | 7 февраля 992  | 7 марта    | 6 апреля               | 5 мая     | 4 июня    | 3 июля    | 1 августа  | 31 августа | 29 сентября | 29 октября | 27 ноября               | 27 декабря   |               |
| 4-й год Сёряку (Водяная Змея)         | 1-я луна*      | 2-я луна   | 3-я луна               | 4-я луна* | 5-я луна  | 6-я луна* | 7-я луна*  | 8-я луна   | 9-я луна*   | 10-я луна  | 10-я луна* (високосная) | 11-я луна    | 12-я луна*    |
| Юлианский календарь                   | 26 января 993  | 24 февраля | 26 марта               | 25 апреля | 24 мая    | 23 июня   | 22 июля    | 20 августа | 19 сентября | 18 октября | 17 ноября               | 16 декабря   | 15 января 994 |
| 5-й год Сёряку (Деревянная Лошадь)    | 1-я луна       | 2-я луна   | 3-я луна*              | 4-я луна  | 5-я луна* | 6-я луна  | 7-я луна*  | 8-я луна   | 9-я луна*   | 10-я луна  | 11-я луна*              | 12-я луна    |               |
| Юлианский календарь                   | 13 февраля 994 | 15 марта   | 14 апреля              | 13 мая    | 12 июня   | 11 июля   | 10 августа | 8 сентября | 8 октября   | 6 ноября   | 6 декабря               | 4 января 995 |               |
| 6-й год Сёряку (Деревянная Коза)      | 1-я луна*      | 2-я луна   | 3-я луна               | 4-я луна* | 5-я луна  | 6-я луна* | 7-я луна   | 8-я луна*  | 9-я луна    | 10-я луна* | 11-я луна               | 12-я луна*   |               |
| Юлианский календарь                   | 3 февраля 995  | 4 марта    | 3 апреля               | 3 мая     | 1 июня    | 1 июля    | 30 июля    | 29 августа | 27 сентября | 27 октября | 25 ноября               | 25 декабря   |               |

* звёздочкой отмечены короткие месяцы (луны) продолжительностью 29 дней. Остальные месяцы длятся 30 дней.